# ジョン・ランドルフ (俳優)
ジョン・ランドルフ（John Randolph, 本名：Emanuel Hirsch Cohen, 1915年6月1日 - 2004年2月24日）は、アメリカ合衆国の俳優。

## 来歴
ニューヨーク生まれ。ルーマニアとロシアから移住したユダヤ人の家系。
1938年、ブロードウェイで俳優デビュー。第二次世界大戦中は陸軍に入隊していた。
戦後、再び俳優活動を始めるが、妻共々左派的な思想だった事から、ハリウッド・ブラックリストに名前が載せられ、1955年、彼と妻は非米活動委員会に召喚されるが、証言を拒否したため、ハリウッドを追われ、以降は舞台を細々とやり続ける。
1966年、映画『セコンド/アーサー・ハミルトンからトニー・ウィルソンへの転身』を皮切りに、再び映画やテレビドラマに出演（同じくマッカーシズムでハリウッドを追われたウィル・ギア、ジェフ・コーリーも、この作品でカムバックした）。1987年、ニール・サイモン作の舞台「ブロードウェイ・バウンド」でトニー賞を受賞した。
2004年2月24日死去、88歳。

## 主な出演作品
- 裸の町 The Naked City (1948)
- セコンド/アーサー・ハミルトンからトニー・ウィルソンへの転身 Seconds (1966)
- かわいい毒草 Pretty Poison (1968)
- シカゴ・シカゴ/ボスをやっつけろ! Gaily, Gaily (1969)
- 大脱獄 There Was a Crooked Man... (1970)
- 新・猿の惑星 Escape from the Planet of the Apes (1971)
- 猿の惑星・征服 Conquest of the Plantes of the Apes (1972)
- セルピコ Serpico (1974)
- 刑事コロンボ「白鳥の歌」 Columbo: Swan Song (1974) テレビドラマ
- 大地震 Earthquake (1974)
- ワンダーウーマン  Wonder Woman (1975) テレビドラマ
- 大統領の陰謀 All the President's Men (1976)
- キングコング King Kong (1976)
- 天国から来たチャンピオン Heaven can Wait (1978)
- 女優フランシス Frances (1982)
- ダイナスティ Dynasty (1983) テレビドラマ
- 女と男の名誉 Prizzi's Honor (1985)
- ナショナル・ランプーン/クリスマス・バケーション National Lampoon's Christmas Vacation (1989)
- マージョリーの告白 Sibling Rivalry (1990)
- アイアン・メイズ/ピッツバーグの幻想 Iron Maze (1991)
- となりのサインフェルド Seinfeld (1993) テレビドラマ
- しあわせ色のルビー（英語版） A Price Above Rubies (1998)
- ユー・ガット・メール You've Got Mail (1998)
- サンセット・ストリップ Sunset Strip (2000)